# Samuel z Nagy
Samuel Nagy (16. března 1802, Vanovice – 9. srpna 1863, tamtéž) byl český reformovaný kazatel, spisovatel, překladatel a církevní hodnostář.

## Život
Narodil se jako druhorozený syn vanovického pastora Jiřího Nagye. Po smrti svého otce se v roce 1824 stal pastorem ve Vanovicích, kde setrval až do své smrti. Inicioval výstavbu nového monumentálního kostela, při jehož výstavbě musel překonávat odpor úřadů i katolíků.
Roku 1842 byl jmenován superintendentem. V srpnu 1848 svolal sjezd evangelíků do Vídně. Od roku 1850 zasedal rovněž v konzistoři.
Roku 1843 vyšla jeho kniha Duchovní zbroj; roku 1849 vyšel jeho překlad Elsnerova katechismu.
Jeho syn August (1846–1903) byl farářem v Heršpicích a v Libiši; syn Karel (1836–1912) byl farářem v Semonicích.